# Tupolev DB-1
Tupolev DB-1 là một loại máy bay ném bom tầm xa của Liên Xô, được phát triển trong thập niên 1930. Nó được phát triển từ loại Tupolev ANT-25.

## Tính năng kỹ chiến thuật
Dữ liệu lấy từ Gordon, OKB Tupolev, A History of the Design Bureau and its Aircraft
Đặc điểm tổng quát
- Kíp lái: 3
- Chiều dài: 13,4 m (43,96 ft)
- Sải cánh: 34 m (111,54 ft)
- Chiều cao:  ()
- Diện tích cánh: 88,2 m² (949,376 sqft)
- Trọng lượng có tải: 7806 kg (17.209,3 lb)
- Động cơ: 1 × Mikulin AM-34R, 611,5 kW (820 hp)

 Hiệu suất bay 
- Vận tốc cực đại: 200 kp/h (124,27 mph)
- Tầm bay: 4000 km (2485,5 mi)
- Trần bay: 3000 m (9843 ft)

Trang bị vũ khí

- Súng: 2 x súng máy 7,62 mm (0,3 in) DA
- Bom: Lên tới 10 quả bom FAB-100 100 kg (220 lb)